# 勒梅尼勒圣菲尔曼
勒梅尼勒圣菲尔曼（法語：Le Mesnil-Saint-Firmin，法語發音：[lə menil sɛ̃ fiʁmɛ̃]）是法国瓦兹省的一个市镇，属于克莱蒙区。

## 地理
勒梅尼勒圣菲尔曼（49°37'42"N, 2°24'38"E）面积4.14 平方千米，位于法国上法蘭西大區瓦兹省，该省份为法国北部内陆省份，北起索姆省，西接厄尔省和滨海塞纳省，南至塞纳-马恩省和瓦兹河谷省，东临埃纳省。
与勒梅尼勒圣菲尔曼接壤的市镇（或旧市镇、城区）包括：巴库埃勒、舍普瓦、罗康库尔、塞雷维莱尔、塔尔蒂尼。
勒梅尼勒圣菲尔曼的时区为UTC+01:00、UTC+02:00（夏令时）。

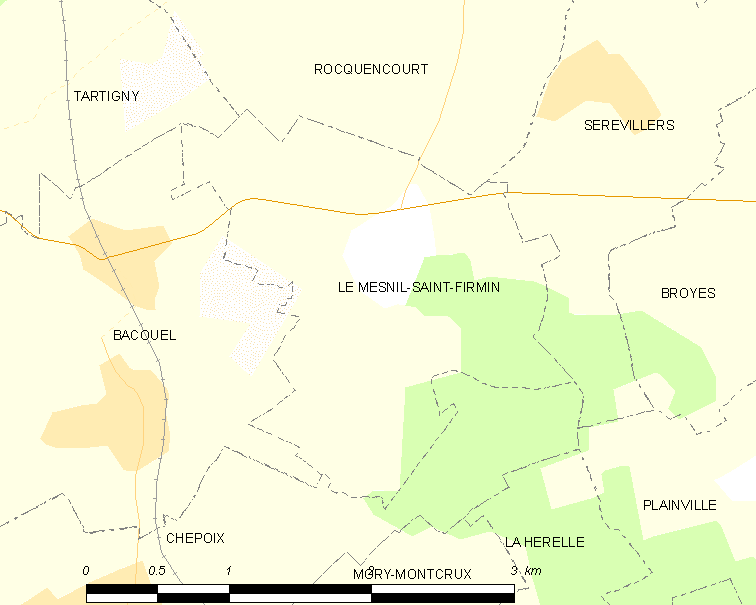
勒梅尼勒圣菲尔曼的OSM定位图

## 行政
勒梅尼勒圣菲尔曼的邮政编码为60120，INSEE市镇编码为60399。

## 政治
勒梅尼勒圣菲尔曼所属的省级选区为圣瑞斯特昂绍塞县。

## 人口

1962-2008年间勒梅尼勒圣菲尔曼人口变化图示

勒梅尼勒圣菲尔曼于2022年1月1日时的人口数量为249人。